# Stay with me.
「Stay with me.」（ステイウィズミー）は、藤井フミヤの17枚目のシングル。2000年4月19日にソニー・ミュージックアソシエイテッドレコーズからリリースされた。

## 概要
5ヶ月振りのシングル。「Stay with me.」は森永乳業「クリープ」CMソング。「夢の途中」は「ユメミル、チカラ」Year2000HTBキャンペーンソング。

## 収録曲
全曲作詞：藤井フミヤ　編曲：BEAT BEANS
1. Stay with me.
作曲：林真史
2. 夢の途中
作曲：藤井フミヤ